# Besistan (Thessaloniki)
Das Besistan von Thessaloniki (griechisch Μπεζεστένι Θεσσαλονίκης Bezesténi Thessalonikis) ist ein historisches osmanisches Marktgebäude in der Stadt Thessaloniki, Griechenland, das während der Herrschaft von Sultan Mehmed II. (um 1455–1459) erbaut wurde. Es befindet sich in der Innenstadt an der Venizelou- und Solomou-Straße, in der Nähe der Hamza-Bey-Moschee und des alten Rathauses der Stadt. Besistane waren im Osmanischen Reich überdachte, in der Nacht verschlossene und bewachte, teilweise mehrstöckige Handelszentren. Der Name leitet sich vom türkischen Wort bez ab, das Stoff bedeutet.

## Geschichte

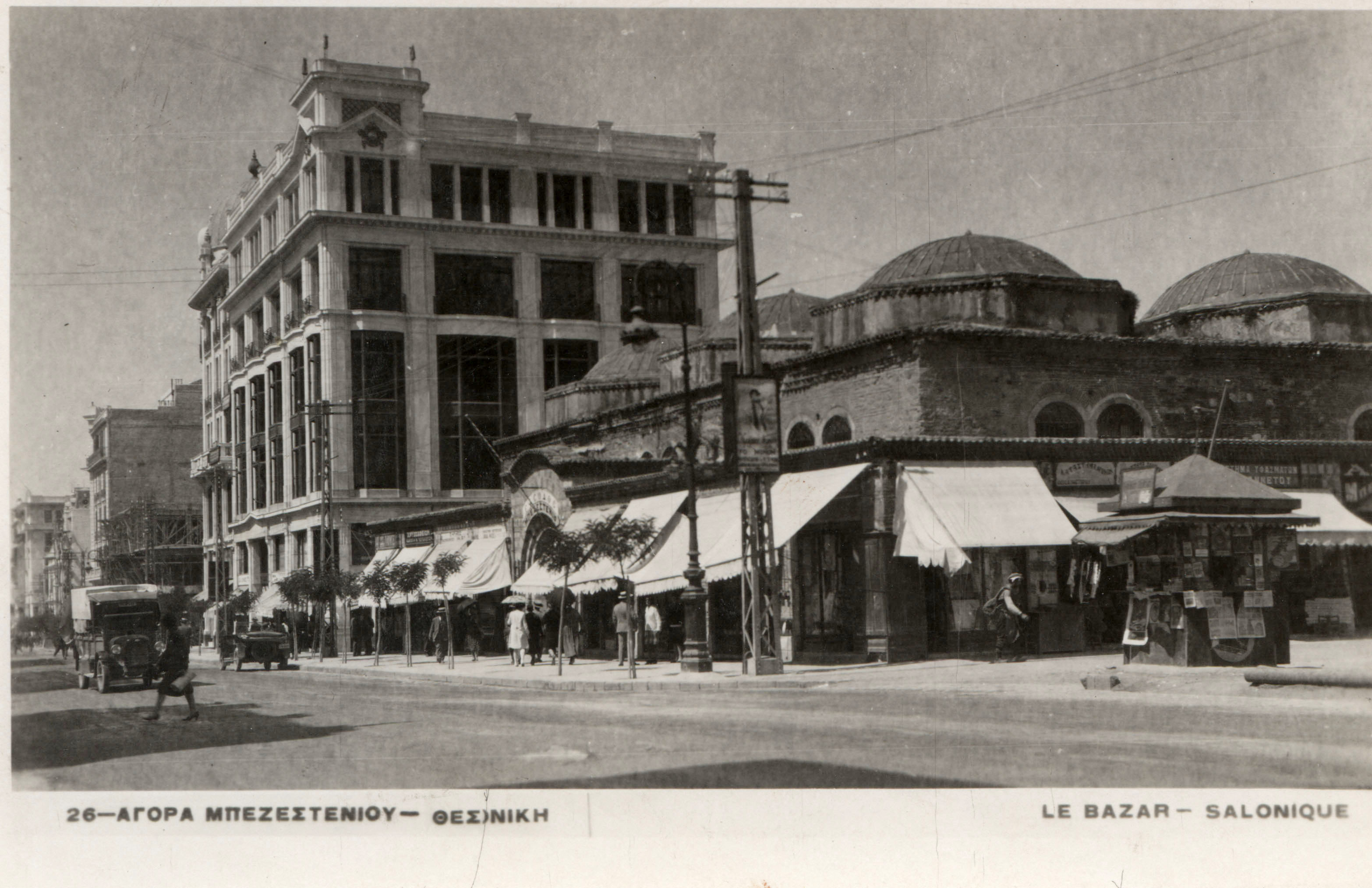
Das Besistan auf einer Postkarte etwa von 1925–1930

Andere Quellen besagen, dass das Besistan von Thessaloniki aus dem späten 15. oder sogar frühen 16. Jahrhundert stammt, aus den Jahren des Sultans Bayezid II. (1481–1512).
Der Bautyp des Besistans ist repräsentativ für die osmanische Architektur des 15. Jahrhunderts und findet sich auch anderswo auf dem Balkan und in der Türkei. Das Besistan war weit verbreitet in osmanischen Städten und Dörfern. Im Besistan wurden unterschiedliche Wertgegenstände verkauft, Dokumente und Vermögenswerte aufbewahrt, die Qualität der Waren überprüft und Währungskurse festgelegt.
Es ist eines der drei noch existierenden osmanischen Besistane innerhalb der Grenzen des heutigen Griechenlands. Die anderen beiden befinden sich in Larisa und Serres.

## Architektur
Das Besistan ist ein rechteckiger Bau mit einem Eingang zentral auf jeder seiner vier Seiten. Im Inneren ist es in sechs viereckige Räume mit sieben Doppelbögen unterteilt, die auf zwei zentralen Pfeilern ruhen. Das Gebäude hat sechs bleigedeckte Kuppeln. Vor dem Brand von 1917, der den größten Teil der Stadt zerstörte, beherbergte das Besistan von Thessaloniki 69 Geschäfte innen und 44 außen. Beim Brand erlitt das Gebäude ernste Schäden.
Wie bereits 1759 wurde das Gebäude 1978 erneut durch ein Erdbeben beschädigt. Zwischen 1982 und 1985 wurden Kuppeln mit Stahl verstärkt.
In den 1980er und 1990er Jahren wurden Sicherungsarbeiten durchgeführt, da das Gebäude absackte und von der vertikalen Achse abwich. Heute beherbergt das Besistan eine Reihe kleiner Geschäfte, hauptsächlich Tuchhändler.